# Niksahr megye
Nik Sahr megye (perzsa nyelven: شهرستان نیکشه) Irán Szisztán és Beludzsisztán tartományának délnyugati elhelyezkedésű megyéje az ország keleti részén. Délen Konárak megye, nyugatról Kermán tartomány, északról Fanudzs megye, északkeletről Iránsahr megye határolja, kelet felől Szarbáz megyével és Kaszr-e Kand megyével határos. A megye lakossága 2006-ban 185 355 fő volt. A megye három kerületre osztható: Központi kerület, Bent kerület, illetve Lásár kerület. A megyében három város található: a 13 200 fős megyeszékhely, Nik Sahr, Bent és Eszpake.
Kaszr-e Kand megye korábban Nik Sahr megyéhez tartozott.

## Népesség
| 2016 | 141 894 |

## Fordítás
- Ez a szócikk részben vagy egészben  a   Nik Shahr County című angol Wikipédia-szócikk ezen változatának fordításán alapul.  Az eredeti cikk szerkesztőit annak laptörténete sorolja fel. Ez a jelzés csupán a megfogalmazás eredetét és a szerzői jogokat jelzi, nem szolgál a cikkben szereplő információk forrásmegjelöléseként.